# Prática reflexiva
A prática reflexiva é a capacidade de refletir sobre as próprias ações de modo a assumir uma postura ou atitude crítica em relação à própria prática e a de outras pessoas, envolvendo-se num processo de adaptação e aprendizagem contínuas. Segundo essa definição, envolve “prestar atenção crítica aos valores práticos e às teorias que informam as ações cotidianas, examinando a prática de forma reflexiva. Isso leva a uma perspectiva de desenvolvimento". Uma justificativa fundamental para a prática reflexiva é que a experiência por si só não leva necessariamente à aprendizagem, a reflexão deliberada sobre a experiência é essencial.
A prática reflexiva pode ser uma ferramenta importante em contextos de aprendizagem profissional baseada na prática, em que as pessoas aprendem a partir das suas próprias experiências profissionais e não através da aprendizagem formal ou da transferência de conhecimentos. Pode ser a fonte mais importante de desenvolvimento e aprimoramento profissional pessoal. É uma forma importante de reunir teoria e prática; através da reflexão, uma pessoa é capaz de ver e qualificar formas de pensamento e teoria dentro do contexto do seu trabalho. Uma pessoa que reflete ao longo de sua prática não está apenas olhando para trás, para ações e eventos passados, mas está analisando conscientemente emoções, experiências, ações e respostas, e usando essas informações para adicionar à sua base de conhecimento existente e alcançar um nível mais elevado de compreensão.

## História e antecedentes

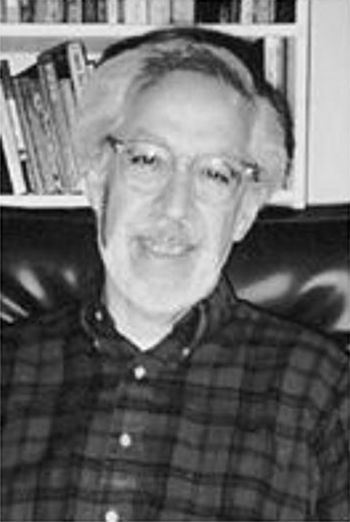
Donald Schön

O livro de Donald Schön , The Reflective Practitioner, de 1983, introduziu conceitos como reflexão sobre a ação e reflexão na ação, que explicam como os profissionais enfrentam os desafios de seu trabalho com um tipo de improvisação que é aprimorada pela prática. Todavia, os conceitos subjacentes à prática reflexiva são muito mais antigos. No início do século XX, John Dewey foi um dos primeiros a tratar sobre a prática reflexiva com a sua exploração da experiência, interação e reflexão. Logo depois disso, outros pesquisadores como Kurt Lewin e Jean Piaget desenvolveram teorias relevantes sobre a aprendizagem e o desenvolvimento humano. Alguns estudiosos afirmam ter encontrado precursores da prática reflexiva em textos antigos, como os ensinamentos budistas e as Meditações do filósofo estóico Marco Aurélio.
No centro do desenvolvimento da teoria reflexiva esteve o interesse pela integração da teoria e da prática, o padrão cíclico da experiência e a aplicação consciente das lições aprendidas com a experiência. Desde a década de 1970, tem havido um aumento da literatura e da atenção em torno da aprendizagem experimental e do desenvolvimento e aplicação da prática reflexiva.
Como explicaram o professor de educação de adultos David Boud e os seus colegas: "A reflexão é uma atividade humana importante em que as pessoas recuperam a sua experiência, pensam sobre ela, refletem sobre ela e avaliam-na. É este trabalho com a experiência que é importante na aprendizagem". Quando uma pessoa está a viver uma experiência, pode estar a aprender implicitamente; no entanto, pode ser difícil colocar emoções, acontecimentos e pensamentos numa sequência coerente de eventos. Quando uma pessoa repensa ou reconta acontecimentos, é possível categorizar acontecimentos, emoções, ideias, etc., e comparar o objetivo pretendido de uma ação passada com os resultados da ação. O afastamento da ação permite uma reflexão crítica sobre uma sequência de acontecimentos.
O surgimento, em anos mais recentes, dos blogs tem sido visto como mais uma forma de reflexão sobre a experiência da era tecnológica.

## Modelos
Muitos modelos de prática reflexiva foram criados para orientar o raciocínio sobre a ação. Todavia, eles têm suas críticas e precisam ser compreendidos dentro do contexto em que foram criados.

### Borton (1970)

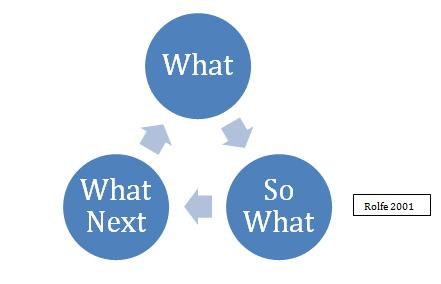
Modelo reflexivo de Terry Borton: O quê? Daí? E agora? (1970), adaptado por Gary Rolfe e colegas (2001)

O livro de Terry Borton, Reach, Touch, and Teach, de 1970, popularizou um ciclo de aprendizagem simples inspirado na Gestalt-terapia, composto de três perguntas que fazem ao praticante: c Através desta análise, é dada a descrição de uma certa situação que conduz ao escrutínio da situação e à construção do conhecimento que foi aprendido por experiência. Posteriormente, os profissionais refletem sobre as formas pelas quais podem melhorar pessoalmente e as consequências da sua resposta à experiência. O modelo de Borton foi posteriormente adaptado por profissionais fora da área da educação, como a área da enfermagem e as profissões de ajuda.

### Kolb e Fry (1975)

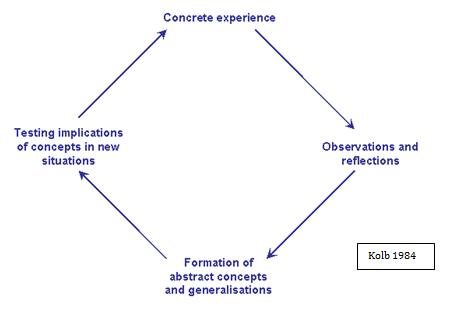
Adaptação do modelo reflexivo de Kolb

O teórico da aprendizagem David A. Kolb foi muito influenciado pelas pesquisas anteriores conduzidas por John Dewey e Jean Piaget. O modelo reflexivo de Kolb, que também se baseia nos trabalhos de Kurt Lewin, destaca o conceito de aprendizagem experiencial e que esse conceito é baseado na transformação de informação em conhecimento. Isso acontece após a ocorrência de uma situação e exige que o profissional reflita sobre a experiência, obtenha uma compreensão geral dos conceitos encontrados durante a experiência e, em seguida, teste esses entendimentos gerais em uma nova situação. Desta forma, o conhecimento formado a partir de uma situação é continuamente aplicado e reaplicado, com base nas experiências e conhecimentos anteriores do profissional.

### Argyris e Schön, 1978
Os pesquisadores de gestão Chris Argyris e Donald Schön introduziram a "teoria da ação", que emergiu de suas pesquisas anteriores sobre o relacionamento entre pessoas e organizações. Esta teoria define aprendizagem como detecção e correção de erros. Incluía a distinção entre aprendizagem de circuito único e aprendizagem de circuito duplo em 1978. A aprendizagem de circuito único ocorre quando um profissional ou organização, mesmo depois de um erro ter ocorrido e uma correção ter sido feita, continua a confiar nas estratégias, técnicas ou políticas atuais quando uma situação volta a ser revelada. A aprendizagem de duplo circuito envolve a modificação de objetivos, estratégias ou políticas para que, quando surgir uma situação semelhante, seja empregado um novo sistema de enquadramento. 
Schön afirmou que as noções de "reflexão sobre a ação, reflexão na ação, resposta a situações problemáticas, enquadramento de problemas, resolução de problemas e a prioridade do conhecimento prático sobre a teoria abstrata" foram retiradas dos escritos de John Dewey, embora o professor de educação Harvey Shapiro tenha argumentado que os escritos de Dewey oferecem "noções de crescimento profissional mais abrangentes e mais integradas" do que os de Schön.
Schön defendeu dois tipos de prática reflexiva. Em primeiro lugar, a reflexão sobre a ação, que implica refletir sobre uma experiência já vivida ou uma ação já realizada e considerar o que poderia ter sido feito de forma diferente, bem como analisar os aspectos positivos dessa interação. O outro tipo de reflexão que Schön refere é a reflexão-na-ação, ou seja, refletir sobre as suas acções enquanto as realiza e considerar questões como as melhores práticas ao longo do processo.
Para Schön, o crescimento profissional começa realmente quando uma pessoa começa a ver as coisas com uma lente crítica, duvidando das suas acções. A dúvida gera uma forma de pensar que questiona e enquadra as situações como "problemas". Através de um planeamento cuidadoso e da eliminação sistemática de outros possíveis problemas, a dúvida é resolvida e as pessoas são capazes de afirmar o seu conhecimento da situação. Em seguida, as pessoas são capazes de pensar em situações possíveis e nos seus resultados, e deliberar sobre se realizaram as acções corretas.

### Gibbs (1988)

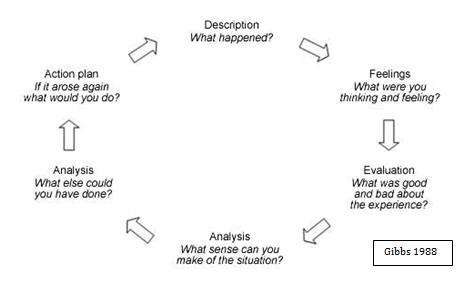
Adaptação do modelo reflexivo de Gibbs

O pesquisador de aprendizagem Graham Gibbs discutiu o uso de debriefing estruturado para facilitar a reflexão envolvida no ciclo de aprendizagem experiencial de Kolb. Gibbs apresenta os estágios de um debriefing totalmente estruturado da seguinte forma: 
- Experiência inicial.
- Descrição: "O que aconteceu? Não faça julgamentos ainda nem tente tirar conclusões; simplesmente descreva."[26]
- Sentimentos: “Quais foram suas reações e sentimentos? Novamente, não passe a analisá-los ainda."[26]
- Avaliação: “O que foi bom ou ruim na experiência? Faça julgamentos de valor."[26]
- Análise: “Que sentido você pode dar à situação? Traga ideias de fora da experiência para ajudá-lo."; "O que realmente estava acontecendo?"; “As experiências de diferentes pessoas foram semelhantes ou diferentes em aspectos importantes?”[26]
- Conclusões (gerais): “O que se pode concluir, de um modo geral, destas experiências e das análises que empreendeu?”[26]
- Conclusões (específicas): "O que pode ser concluído sobre sua situação ou maneira de trabalhar específica, única e pessoal?"[26]
- Planos de ação pessoais: “O que você vai fazer de diferente nesse tipo de situação na próxima vez?”; "Que passos você tomará com base no que aprendeu?"[26]

As recomendações de Gibbs são frequentemente citadas como "ciclo reflexivo de Gibbs" ou "modelo de reflexão de Gibbs", e simplificadas nos seguintes seis estágios distintos para auxiliar na estruturação da reflexão sobre experiências de aprendizagem: Descrição; Sentimentos; Avaliação; Análise; Conclusões; Plano de ação.

### Johns (1995)

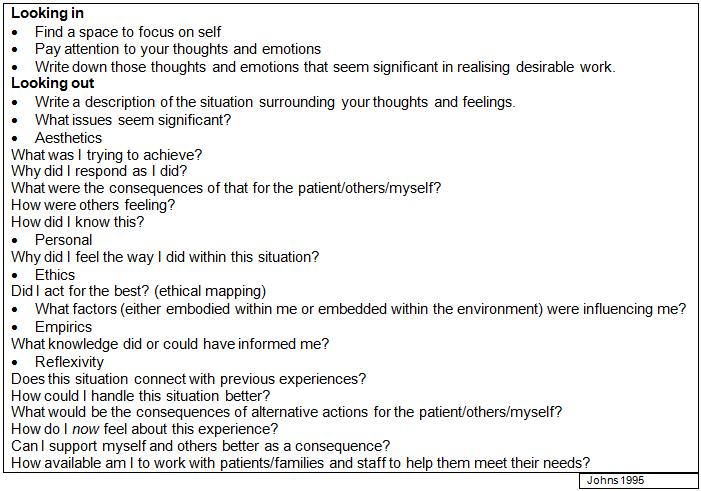
Adaptação do modelo reflexivo de Johns

O professor de enfermagem Christopher Johns concebeu um modo estruturado de reflexão que fornece ao profissional um guia para compreender melhor a sua prática. Foi concebido para ser realizado através do ato de partilha com um colega ou mentor, o que permite que a experiência se transforme em conhecimento aprendido a um ritmo mais rápido do que a reflexão isolada.
Johns salienta a importância do conhecimento experiente e a capacidade de um profissional aceder, compreender e pôr em prática a informação que foi adquirida através de meios empíricos. A reflexão ocorre através do "olhar para dentro" dos pensamentos e emoções de cada um e do "olhar para fora" da situação vivida. Johns baseia-se no trabalho de Barbara Carper para desenvolver a noção de "olhar para fora" de uma situação. Cinco padrões de conhecimento são incorporados na reflexão guiada: os aspectos estéticos, pessoais, éticos, empíricos e reflexivos da situação. O modelo de Johns é abrangente e permite uma reflexão que toca em muitos elementos importantes.

### Brookfield (1998)
O académico Stephen Brookfield, especialista em educação de adultos, propôs que os profissionais criticamente reflexivos investigassem constantemente os seus pressupostos, vendo a prática através de quatro lentes complementares: a lente da sua autobiografia como aprendentes da prática reflexiva, a lente dos olhos de outros aprendentes, a lente das experiências dos colegas e a lente da literatura teórica, filosófica e de investigação. Analisar a prática através destas lentes torna-nos mais conscientes das dinâmicas de poder que estão presentes em todos os contextos de prática. Também nos ajuda a detetar pressupostos hegemónicos - pressupostos que pensamos serem do nosso interesse, mas que, a longo prazo, nos prejudicam. Brookfield argumentou que estas quatro lentes refletem imagens muito diferentes de quem somos e do que fazemos.
- Lente 1: A nossa autobiografia como aprendente. A nossa autobiografia é uma fonte importante de conhecimento da prática. Quando falamos uns com os outros sobre acontecimentos críticos na nossa prática, começamos a perceber que as crises individuais são geralmente dilemas vividos coletivamente. Analisar as nossas autobiografias permite-nos obter uma visão e significados para a prática a um nível emocional visceral profundo.
- Lente 2: Os olhos dos nossos alunos. Ao vermo-nos através dos olhos dos alunos, podemos descobrir que eles estão a interpretar as nossas acções da forma como nós as entendemos. Mas muitas vezes somos surpreendidos pela diversidade de significados que as pessoas lêem nas nossas palavras e acções. Um princípio fundamental para nos vermos através dos olhos dos alunos é o de assegurar o anonimato das suas opiniões críticas. Temos de fazer com que os alunos se sintam seguros. Ver a nossa prática através dos olhos dos alunos ajuda-nos a ensinar de forma mais reativa.
- Lente 3: As experiências dos nossos colegas. Os nossos colegas funcionam como espelhos críticos que nos refletem imagens das nossas acções. Falar com os colegas sobre os problemas e conhecer a sua perspetiva aumenta as hipóteses de encontrarmos informação que possa ajudar a nossa situação.
- Lente 4: Literatura teórica. A teoria pode ajudar-nos a "nomear" a nossa prática, iluminando os elementos gerais daquilo que pensamos serem experiências idiossincráticas.[33]

### Iceberg de reflexão de Nguyen Nhat Quang (2022)

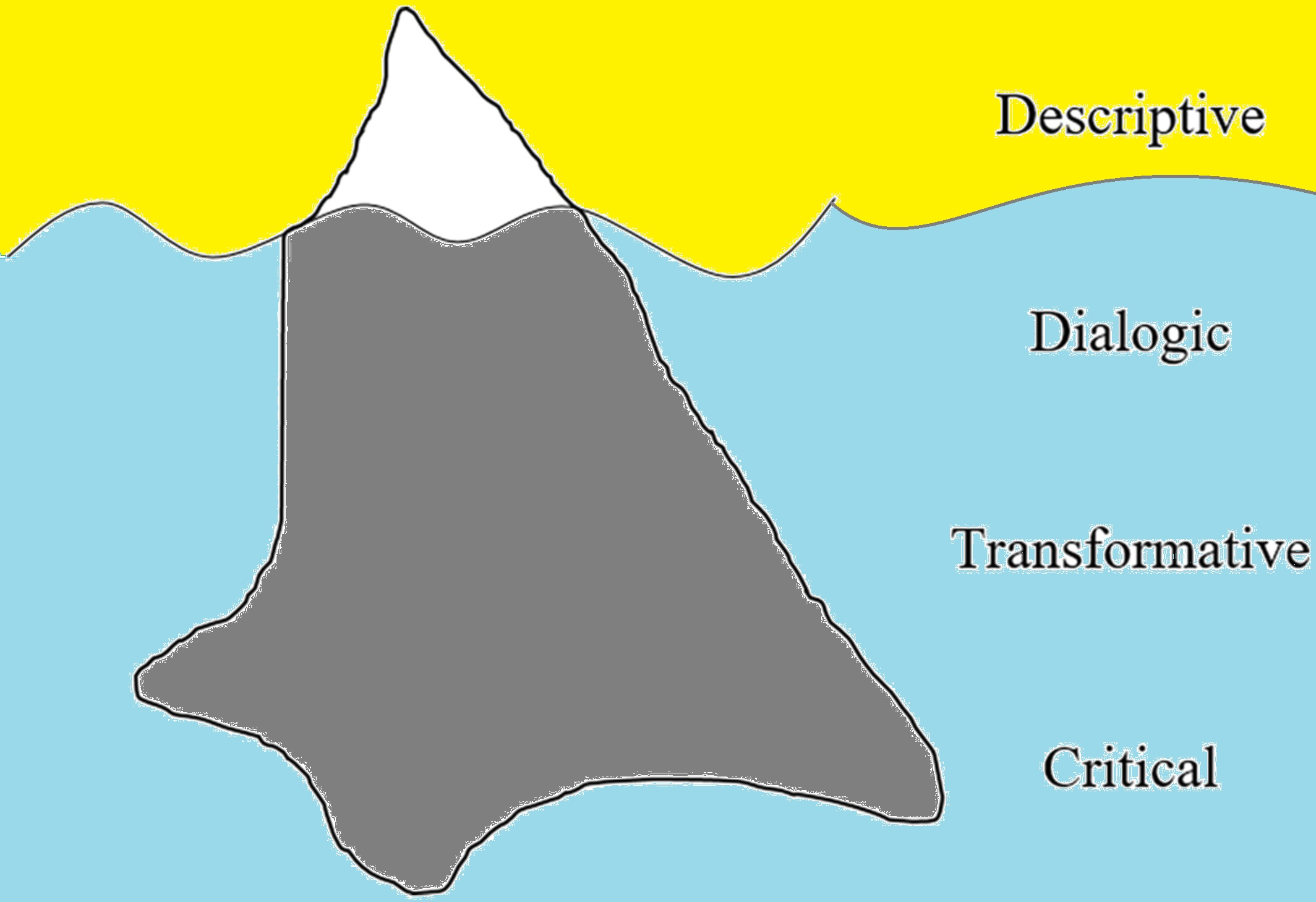
Iceberg de reflexão: no topo, o aspecto descritivo, abaixo, o dialógico, seguido do transformativo e, no fundo, o crítico.

A reflexão não é linear, uniforme e homogênea. Nguyen Nhat Quang (2022) adota a classificação de Fleck (2012) das práticas reflexivas em um "iceberg de reflexão". Ou seja, a reflexão consiste em diferentes camadas que representam quatro estágios. A reflexão descritiva é a ponta do iceberg, pois se manifesta como narrativas da realidade sem quaisquer relatos e análises multilaterais para apresentar uma mudança na perspectiva individual. A reflexão dialógica, logo abaixo da superfície da água, representa a interdependência e as correlações de experiências através de ciclos iterativos de autoquestionamento em busca de razões para uma ação. Após identificar tais razões, esse processo pode fornecer a aqueles que produzem a reflexão (reflexores) interpretações alternativas. Após ciclos repetidos de reflexão dialógica, a reflexão transformadora permite que os profissionais reflexivos retornem a questões com soluções alternativas que podem criar resultados mais transformadores e bem-vindos em comparação com os do passado. A reflexão crítica, o nível mais profundo de reflexão, vai além do simples processo de reflexão sobre a ação, observando o que, por que e como um incidente ou uma série de incidentes acontecee através de uma lente sistêmica abrangente, incluindo fatores sociais, históricos, políticos e fatores culturais. É importante notar que nem todas as práticas reflexivas são capazes de atingir todas as quatro camadas, vez que a profundidade da reflexão é subjetiva à capacidade cognitiva e metacognitiva dos reflexores, bem como ao seu contexto sociocultural.

## Aplicações
A prática reflexiva tem sido descrita como uma abordagem não estruturada ou semi-estruturada que orienta a aprendizagem e como um processo auto-regulado, normalmente utilizado nas profissões da saúde e do ensino, embora aplicável a todas as profissões. A prática reflexiva é um processo de aprendizagem ensinado a profissionais de várias disciplinas, com o objetivo de melhorar as capacidades de comunicação e de tomar decisões informadas e equilibradas. Associações profissionais como a Associação Americana de Enfermeiras reconhecem a importância da prática reflexiva e exigem que os profissionais preparem portefólios de reflexão como requisito para obterem uma licença e para efeitos de garantia de qualidade anual.

### Educação
O conceito de prática reflexiva encontrou ampla aplicação no campo da educação, para alunos, professores e aqueles que ensinam professores. Tsangaridou & O'Sullivan (1997) definem a reflexão na educação como "o ato de pensar, analisar, avaliar ou alterar significados, intenções, crenças, decisões, ações ou produtos educacionais, concentrando-se no processo de alcançá-los. O principal O objetivo desta ação é estruturar, ajustar, gerar, refinar, reestruturar ou alterar conhecimentos e ações que informam a prática. A microrreflexão dá sentido ou informa a prática do dia-a-dia, e a macrorreflexão dá sentido ou informa a prática ao longo do tempo". A reflexão é a chave para uma aprendizagem bem-sucedida para professores e alunos.

#### Alunos
Os alunos podem beneficiar do envolvimento na prática reflexiva, uma vez que esta pode fomentar o pensamento crítico e a tomada de decisões necessárias para uma aprendizagem e melhoria contínuas. Quando os alunos se dedicam à reflexão, estão a pensar na forma como o seu trabalho cumpre os critérios estabelecidos; analisam a eficácia dos seus esforços e planeiam a melhoria. Rolheiser e et al. (2000) afirmam que "a reflexão está ligada a elementos que são fundamentais para a aprendizagem significativa e o desenvolvimento cognitivo: o desenvolvimento da metacognição - a capacidade de os alunos melhorarem a sua capacidade de pensar sobre o seu pensamento; a capacidade de autoavaliação - a capacidade de os alunos julgarem a qualidade do seu trabalho com base em provas e critérios explícitos com o objetivo de fazerem um trabalho melhor; o desenvolvimento do pensamento crítico, a resolução de problemas e a tomada de decisões; e o reforço da compreensão do professor sobre o aluno." (p 31-32)
Quando os professores ensinam competências metacognitivas, promovem a auto-monitorização e a autorregulação dos alunos, o que pode levar ao crescimento intelectual, aumentar os resultados académicos e apoiar a transferência de competências, de modo a que os alunos sejam capazes de utilizar qualquer estratégia em qualquer altura e para qualquer fim. Orientar os alunos para os hábitos de reflexão exige que os professores encarem o seu papel como o de "facilitadores da criação de significado" - organizam a instrução e a prática na sala de aula de modo a que os alunos sejam os produtores, e não apenas os consumidores, do conhecimento. Rolheiser e colegas (2000) afirmam que "quando os alunos desenvolvem a sua capacidade de compreender os seus próprios processos de pensamento, estão mais bem equipados para empregar as competências cognitivas necessárias para completar uma tarefa ou atingir um objetivo. Os estudantes que adquiriram competências metacognitivas são mais capazes de compensar tanto as suas fracas capacidades como a informação insuficiente." (p. 34)
O Ministério da Educação do Ontário (2007) descreve muitas formas através das quais os educadores podem ajudar os alunos a adquirir as competências necessárias para uma reflexão e autoavaliação eficazes, incluindo modelar e/ou ensinar intencionalmente as competências de pensamento crítico necessárias para as práticas de reflexão e autoavaliação; abordar as percepções dos alunos sobre a autoavaliação; envolver-se na discussão e no diálogo sobre a razão pela qual a autoavaliação é importante; dar tempo para aprender competências de autoavaliação e reflexão; proporcionar muitas oportunidades para praticar diferentes aspectos do processo de autoavaliação e reflexão; e assegurar que os pais/encarregados de educação compreendem que a autoavaliação é apenas uma de uma variedade de estratégias de avaliação que é utilizada para a aprendizagem dos alunos.

#### Professores
O conceito de prática reflexiva é hoje amplamente utilizado no campo da formação de professores e do desenvolvimento profissional de professores e muitos programas de formação inicial de professores afirmam defendê-lo. A professora de educação Hope Hartman descreveu a prática reflexiva na educação como metacognição do professor, indicando que há amplo consenso de que o ensino efetivamente requer uma abordagem reflexiva. Attard & Armor explicam que “os professores que adotam essa prática buscam sistematicamente evidências dela, permitindo-lhes repensar e potencialmente abrir-se a novas interpretações”. Ensinar e aprender são processos complexos e não existe uma abordagem correta. Refletir sobre diferentes abordagens de ensino e reformular a compreensão de experiências passadas e atuais pode levar à melhoria das práticas docentes. A reflexão na ação de Schön pode ajudar os professores a incorporar explicitamente na sua tomada de decisões o conhecimento profissional que adquirem com a sua experiência na sala de aula.
Como defende a professora de educação Barbara Larrivee, a prática reflexiva faz com que os professores passem da sua base de conhecimentos de competências distintas para uma fase da sua carreira em que são capazes de modificar as suas competências para se adaptarem a contextos e situações específicos e, eventualmente, inventar novas estratégias. Ao implementar um processo de prática reflexiva, os professores serão capazes de se moverem a si próprios, e às suas escolas, para além das teorias existentes na prática. Larrivee conclui que os professores devem "resistir ao estabelecimento de uma cultura de controlo na sala de aula e tornar-se praticantes reflexivos, envolvendo-se continuamente numa reflexão crítica e, consequentemente, permanecendo fluidos no ambiente dinâmico da sala de aula". É importante notar que "o processo de reflexão deve eventualmente ajudar o professor a mudar, adaptar e modificar o seu ensino ao contexto particular. Isto não acontece por fases, mas é um processo contínuo de reflexão, que leva à mudança ... e a mais reflexão".
Sem reflexão, os professores não são capazes de olhar objetivamente para as suas acções ou de ter em conta as emoções, a experiência ou as consequências das acções para melhorar a sua prática. Argumenta-se que, através do processo de reflexão, os professores são responsabilizados pelas normas de prática de ensino, tais como as do Ontário: compromisso com os alunos e com a aprendizagem dos alunos, conhecimento profissional, prática profissional, liderança em comunidades de aprendizagem e aprendizagem profissional contínua. De um modo geral, através da prática reflexiva, os professores fazem uma retrospetiva da sua prática e refletem sobre a forma como apoiaram os alunos, tratando-os "de forma equitativa e com respeito e sendo sensíveis aos fatores que influenciam a aprendizagem individual dos alunos".

#### Formação de professores
Para que os discentes adquiram as competências necessárias em reflexão, os seus professores precisam de ser capazes de ensinar e modelar a prática reflexiva (ver acima); os próprios professores precisam de ter aprendido a prática reflexiva durante a sua formação inicial e de continuar a desenvolver as suas competências reflexivas ao longo da sua carreira.
No entanto, Mary Ryan observou que muitas vezes se pede aos alunos que "reflitam" sem que lhes seja ensinado como o fazer, ou sem que lhes seja ensinado que são possíveis diferentes tipos de reflexão; podem nem sequer receber uma definição clara ou uma fundamentação para a prática reflexiva. Muitos novos professores não sabem como transferir as estratégias de reflexão que aprenderam na faculdade para o seu ensino na sala de aula.
Alguns autores defendem que a prática reflexiva tem de ser ensinada explicitamente aos estudantes de pedagogia, porque não é um ato intuitivo; não basta que os formadores de professores ofereçam aos estudantes de pedagogia "oportunidades" para refletirem: têm de "ensinar explicitamente a reflexão e os tipos de reflexão" e "precisam de facilitar explicitamente o processo de reflexão e tornar transparente o processo metacognitivo que ele implica". Larrivee observou que os professores (estudantes) necessitam de "orientação cuidadosamente construída" e de "intervenções multifacetadas e estrategicamente construídas" para poderem refletir eficazmente sobre a sua prática.
Rod Lane e colegas listaram estratégias pelas quais os formadores de professores podem promover um hábito de prática reflexiva na formação inicial de professores, tais como discussões sobre uma situação de ensino, entrevistas reflexivas ou ensaios sobre as próprias experiências de ensino, pesquisa-ação, ou diários online.
Neville Hatton e David Smith, numa breve análise da literatura, concluíram que os programas de formação de professores utilizam um vasto leque de estratégias com o objetivo de encorajar os alunos a refletir (por exemplo, investigação-ação, estudos de caso, gravação em vídeo ou experiências de estágio supervisionado), mas que "há poucas provas de investigação que mostrem que este [objetivo] está realmente a ser alcançado".
A implicação de tudo isto é que os formadores de professores devem também ser altamente competentes na prática reflexiva. Andrea Gelfuso e Danielle Dennis, num relatório sobre uma experiência formativa com estudantes de formação de professores, sugeriram que ensinar a refletir exige que os formadores de professores possuam e implementem competências específicas. No entanto, Janet Dyment e Timothy O'Connell, num estudo de pequena escala sobre formadores de professores experientes, observaram que os formadores de professores que estudaram não tinham recebido qualquer formação para utilizarem a reflexão e que, por sua vez, não davam essa formação aos seus alunos; esperava-se que todas as partes soubessem como refletir.
Muitos autores defendem que os próprios formadores de professores devem atuar como modelos de prática reflexiva. Isto implica que a forma como os formadores de professores ensinam os seus alunos tem de ser congruente com as abordagens que esperam que os seus alunos adoptem com os alunos; os formadores de professores devem não só modelar a forma de ensinar, mas também explicar por que razão escolheram uma determinada abordagem ao fazê-lo, por referência à teoria; isto implica que os formadores de professores têm de estar conscientes das suas próprias teorias tácitas de ensino e capazes de as ligar abertamente à teoria pública. No entanto, alguns formadores de professores nem sempre "ensinam o que pregam"; baseiam as suas decisões de ensino mais no "senso comum" do que na teoria pública e têm dificuldade em modelar a prática reflexiva.
Tom Russell, num artigo de reflexão sobre 35 anos como formador de professores, concordou que os formadores de professores raramente modelam a prática reflexiva, não conseguem ligar a reflexão clara e diretamente à aprendizagem profissional e raramente explicam o que entendem por reflexão, o que faz com que os estudantes de formação de professores possam concluir a sua formação inicial com "uma visão confusa e negativa do que é a reflexão e de como esta pode contribuir para a sua aprendizagem profissional". Para Russell, estes problemas resultam do fato de os formadores de professores não terem explorado suficientemente o modo como as teorias da prática reflexiva se relacionam com o seu próprio ensino e, por conseguinte, não terem feito as necessárias "mudanças paradigmáticas" que esperam que os seus alunos façam.

#### Desafios
Prática reflexiva “é um termo que carrega significados diversos” e sobre o qual não há consenso completo. O professor Tim Fletche (Brock University) argumenta que pensar no futuro é um hábito profissional, mas devemos refletir sobre o passado para saber como ele se traduz no presente e no futuro. Pensar sempre no “que vem a seguir” em vez de no “que acabou de acontecer” pode restringir o processo reflexivo de um educador. O conceito de reflexão é complexo porque os professores iniciantes estão presos entre "os valores conflitantes das escolas e universidades" e "os valores contraditórios em ação nas escolas e nas faculdades universitárias e com a influência crescente de fatores externos à escola e às universidades, como os decisores políticos ". Opiniões conflitantes dificultam o direcionamento do processo de reflexão, pois é difícil estabelecer com quais valores você está tentando se alinhar. É importante reconhecer que a prática reflexiva “segue um caminho tortuoso que envolve falsos começos e desvios”. Ou seja, uma vez que você reflete sobre um assunto, ele não pode ser deixado de lado, como muitos supõem. Newman refere-se à afirmação de Gilroy de que “o 'conhecimento' produzido pela reflexão só pode ser reconhecido por uma reflexão posterior, que por sua vez requer reflexão para reconhecê-lo como conhecimento”. Por sua vez, a prática reflexiva não pode conter um significado, é contextual baseada no praticante. Argumenta-se que o termo 'reflexão' não deve ser usado porque há associações de que ele é "mais um obstáculo do que uma ajuda". Sugere-se que o termo seja referido a 'prática crítica' ou 'filosofia prática' para "sugerir uma abordagem na qual os profissionais podem adotar nos diferentes contextos sociais em que se encontram". Entretanto, Oluwatoyin discute algumas desvantagens e barreiras à prática reflexiva, como sentir stress ao refletir sobre questões negativas e frustração por não ser capaz de resolver as questões identificadas, e restrições de tempo. Com a reflexão muitas vezes a decorrer de forma independente, os educadores carecem de motivação e de assistência para lidar com estes problemas difíceis. Sugere-se que os professores se comuniquem entre si, ou tenham alguém indicado para conversar, para que haja feedback externo informado. No geral, antes de iniciar uma prática reflexiva, é importante estar ciente dos desafios.

### Profissionais de saúde
A prática reflexiva é vista como uma estratégia importante para os profissionais de saúde que adoptam a aprendizagem ao longo da vida. Devido ao contexto em constante mudança dos cuidados de saúde e ao crescimento contínuo do conhecimento médico, existe um elevado nível de exigência em relação aos conhecimentos especializados dos profissionais de saúde. Devido a este ambiente complexo e em constante mudança, os profissionais de saúde podem beneficiar de um programa de prática reflexiva.
Adrienne Price explicou que existem várias razões pelas quais um profissional de saúde se envolveria numa prática reflexiva: para compreender melhor os seus motivos, percepções, atitudes, valores e sentimentos associados aos cuidados prestados aos clientes; para proporcionar uma nova perspetiva das situações práticas e para desafiar os pensamentos, sentimentos e acções existentes; e para explorar a forma como a situação prática pode ser abordada de forma diferente. No domínio da enfermagem, existe a preocupação de que as acções possam correr o risco de se tornarem habituais, desumanizando assim os doentes e as suas necessidades. Ao utilizarem a prática reflexiva, os enfermeiros podem planear as suas acções e monitorizar conscientemente a ação para garantir que esta é benéfica para o doente.
O ato de reflexão é visto como uma forma de promover o desenvolvimento de profissionais autónomos, qualificados e autónomos, bem como uma forma de desenvolver equipas de saúde mais eficazes. O envolvimento na prática reflexiva está associado a uma melhor qualidade dos cuidados, estimulando o crescimento pessoal e profissional e colmatando o fosso entre a teoria e a prática. Os médicos podem combinar a prática reflexiva com listas de verificação (quando apropriado) para reduzir os erros de diagnóstico.
As atividades destinadas a promover a reflexão estão agora a ser incorporadas na formação médica pré-graduada, pós-graduada e contínua em várias profissões da saúde. A professora de educação médica Karen Mann e os seus colegas descobriram, através de uma revisão da literatura de 2009, que, na prática profissional, o processo de reflexão parece incluir uma série de aspetos diferentes e que os profissionais variam na sua tendência e capacidade de refletir. Observaram que as provas que apoiam as intervenções e inovações curriculares que promovem a prática reflexiva continuam a ser em grande parte teóricas.
Samantha Davies identificou benefícios, assim como limitações à prática reflexiva:
Os benefícios da prática reflexiva incluem:
- Maior aprendizado a partir de uma experiência ou situação
- Promoção de aprendizagem profunda
- Identificação de pontos fortes pessoais e profissionais e áreas de melhoria
- Identificação de necessidades educacionais
- Aquisição de novos conhecimentos e habilidades
- Maior compreensão das próprias crenças, atitudes e valores
- Incentivo à automotivação e à aprendizagem autodirigida
- Poderia atuar como uma fonte de resposta.
- Possíveis melhorias na confiança pessoal e clínica.[91]

As limitações à prática reflexiva incluem:
- Nem todos os profissionais podem compreender o processo de reflexão;
- Podem sentir-se pouco à vontade para desafiar e avaliar a sua própria prática;
- Pode consumir muito tempo;
- Pode haver confusão quanto às situações/experiências sobre as quais refletir;
- Pode não ser adequado para resolver problemas clínicos.[91]

### Gestão ambiental e sustentabilidade
A utilização da prática de reflexão na gestão ambiental, combinada com a monitorização do sistema, é frequentemente designada por gestão adaptativa. Há quem critique o fato de a gestão ambiental tradicional, que se concentra simplesmente no problema em causa, não integrar na tomada de decisões os sistemas mais vastos em que o ambiente se insere. Embora a investigação e a ciência devam informar o processo de gestão ambiental, cabe ao profissional integrar esses resultados no âmbito desses sistemas mais vastos. Para lidar com esta questão e reafirmar a utilidade da gestão ambiental, Bryant e Wilson propõem que é necessária uma "abordagem mais reflexiva que procure repensar as premissas básicas da gestão ambiental como um processo". Este estilo de abordagem tem sido bem sucedido em projetos de desenvolvimento sustentável em que os participantes apreciaram e gostaram do aspeto educativo da utilização da prática reflexiva. No entanto, os autores referiram os desafios de fundir a "circularidade" da teoria da prática reflexiva com o "fazer" da sustentabilidade.

### Posições de liderança
A prática reflexiva constitui uma oportunidade de desenvolvimento para quem ocupa posições de liderança. Gerir uma equipa de pessoas requer um equilíbrio delicado entre competências pessoais e conhecimentos técnicos, e o sucesso neste tipo de funções não é fácil. A prática reflexiva oferece aos líderes uma oportunidade de analisar criticamente o que foi bem sucedido no passado e onde podem ser feitas melhorias.
As organizações de aprendizagem reflexiva investiram em programas de coaching para os seus líderes emergentes e estabelecidos. Os líderes adoptam frequentemente comportamentos auto-limitantes devido à sua excessiva confiança nas suas formas preferidas de reagir e responder. O coaching pode ajudar a apoiar o estabelecimento de novos comportamentos, uma vez que encoraja a reflexão, o pensamento crítico e a aprendizagem transformadora. Os adultos adquiriram um conjunto de experiências ao longo da sua vida, bem como hábitos mentais que definem o seu mundo. Os programas de coaching apoiam o processo de questionamento e potencialmente de reconstrução destes hábitos mentais pré-determinados. O objetivo é que os líderes maximizem o seu potencial profissional e, para isso, deve haver um processo de reflexão crítica sobre os pressupostos atuais.

### Outras profissões
A prática reflexiva pode ajudar qualquer indivíduo a desenvolver-se pessoalmente e é útil para outras profissões que não as acima referidas. Permite que os profissionais atualizem continuamente as suas competências e conhecimentos e considerem novas formas de interagir com os seus colegas. David Somerville e June Keeling sugeriram oito formas simples de os profissionais poderem praticar de forma mais refletida:
- Procurar feedback: Perguntar "Pode dar-me algum feedback sobre o que fiz?"

- Pergunte a si próprio "O que é que eu aprendi hoje?" e pergunte aos outros "O que é que vocês aprenderam hoje?"

- Valorizar os pontos fortes pessoais: Identificar as realizações positivas e as áreas de crescimento

- Veja as experiências de forma objetiva: Imagine que a situação se passa num palco e que está na plateia

- Empatia: Diga em voz alta o que imagina que a outra pessoa está a sentir

- Manter um diário: Registe os seus pensamentos, sentimentos e planos futuros; procure padrões emergentes

- Planejar o futuro: Planear mudanças de comportamento com base nos padrões que identificou

- Crie o seu próprio futuro: Combine as virtudes do sonhador, do realista e do crítico[101]

### Atividade humana e trabalho em geral
As práticas reflexivas também podem ser aplicadas a outras áreas da atividade humana, em particular ao trabalho, e incluem a consideração dos impactos das ações de alguém (ou da força de trabalho). Considerações importantes podem incluir valores éticos, impactos ambientais e eficiência e poderiam ser determinantes da escolha de uma atividade ou trabalho durante a vida. As capacidades reflexivas poderiam ser reforçadas pela educação e possivelmente por outros meios. 